# 白文庆
白文庆（1937年10月—），男，汉族，吉林扶余人，中华人民共和国金融人物，曾任中国人民银行副行长，国有重点大型企业监事会主席。